# Symplecta cancriformis
Symplecta cancriformis är en tvåvingeart som först beskrevs av Alexander 1975.  Symplecta cancriformis ingår i släktet Symplecta och familjen småharkrankar.
Artens utbredningsområde är Iran. Inga underarter finns listade i Catalogue of Life.